# Správní obvod obce s rozšířenou působností Hranice
Správní obvod obce s rozšířenou působností Hranice je od 1. ledna 2003 jedním ze tří správních obvodů rozšířené působnosti obcí v okrese Přerov v Olomouckém kraji. Čítá 32 obcí.
Město Hranice je zároveň obcí s pověřeným obecním úřadem, přičemž oba správní obvody jsou územně totožné.

## Seznam obcí
Poznámka: Města jsou vyznačena tučně, městyse kurzívou.
- Bělotín
- Býškovice
- Černotín
- Dolní Těšice
- Horní Těšice
- Horní Újezd
- Hrabůvka
- Hranice
- Hustopeče nad Bečvou
- Jindřichov
- Klokočí
- Luboměř pod Strážnou
- Malhotice
- Milenov
- Milotice nad Bečvou
- Olšovec
- Opatovice
- Paršovice
- Partutovice
- Polom
- Potštát
- Provodovice
- Radíkov
- Rakov
- Rouské
- Skalička
- Střítež nad Ludinou
- Špičky
- Teplice nad Bečvou
- Ústí
- Všechovice
- Zámrsky

## Obyvatelstvo
| Rok  | Obyv.  | ± %    |
| ---- | ------ | ------ |
| 1869 | 28 973 | —      |
| 1880 | 30 231 | +4,3 % |
| 1890 | 31 114 | +2,9 % |
| 1900 | 30 975 | −0,4 % |
| 1910 | 32 785 | +5,8 % |

| Rok  | Obyv.  | ± %    |
| ---- | ------ | ------ |
| 1921 | 32 421 | −1,1 % |
| 1930 | 34 952 | +7,8 % |
| 1950 | 31 977 | −8,5 % |
| 1961 | 31 927 | −0,2 % |
| 1970 | 32 190 | +0,8 % |

| Rok  | Obyv.  | ± %    |
| ---- | ------ | ------ |
| 1980 | 34 065 | +5,8 % |
| 1991 | 34 757 | +2 %   |
| 2001 | 35 064 | +0,9 % |
| 2011 | 33 927 | −3,2 % |
| 2021 | 32 975 | −2,8 % |